# Andrej Likar (duhovnik)
Andrej Likar, slovenski rimskokatoliški duhovnik in nabožni pisatelj, * 17. november 1826,  Spodnja Idrija, † 20. maj 1865, Polom.

## Življenjepis
Likar je šole obiskoval v Idriji in Ljubljani, kjer je tudi študiral teologijo in bil 1851 posvečen v duhovnika. Sprva je bil kaplan v Dragi, Spodnji Sorici, Cerknici in Starem Logu in nazadnje duhovnik v Polomu.

## Literarno delo
Likar je svoja prva dela sonet Zdihljaj domovini in legendo Sv. Magdalena na Gori objavil 1848 v Novicah ( N 1848 št. 4, 11.) Po marčni ustavi je zapel Pozdrav Sloveniji (N 1848, št. 22), ker »k narodnosti odprta Slovencem je pot«. Novice (N 1848, št. 27) so prinesle še Hvalo petja, časopis Vedež (1849–1850) pa več pesmic in povestic. V času študija teologije je  poslovenil iz ilirskega (ilirščina/ lingua Illyrica, illyrische Sprache),  igri Juran in Sofija ali Turki pri Sisku in Štepan Šubic ali Bela IV. na Horvaškem (Dve igri za slovensko gledišče, Lj. 1850) in Venec lepih molitev pri sv. maši in drugih raznih priložnostih (Celovec 1852). Metelkova predavanja o staroslovenščini (1850/1851) so mu poostrila čut za jezik, da je pozneje zbiral lepe ljudske izraze (N 1852, št. 61, 62; 1856, št. 4, 6, 32). V Novicah  (1859, št. 45, 43) podal Nauk, kako se nareja solnčna ura na zid. Dalje je objavil dva opisa krajev: Sorica in Soričanje (Koledarček slovenski 1856) in Cerknica in njena okolica (N 1863, št. 18–24) in sodeloval pri Lenčkovem Slovenskem romarju (Lj. 1857, 1858) in pri 3. natisu Stoletne pratike, (Lj. 1860). V Sorici je napisal svoj največji spis Sveti zakon. Kaj je in odkod in katere dolžnosti naklada (Celovec 1856).